# سنترال (لوئیزیانا)

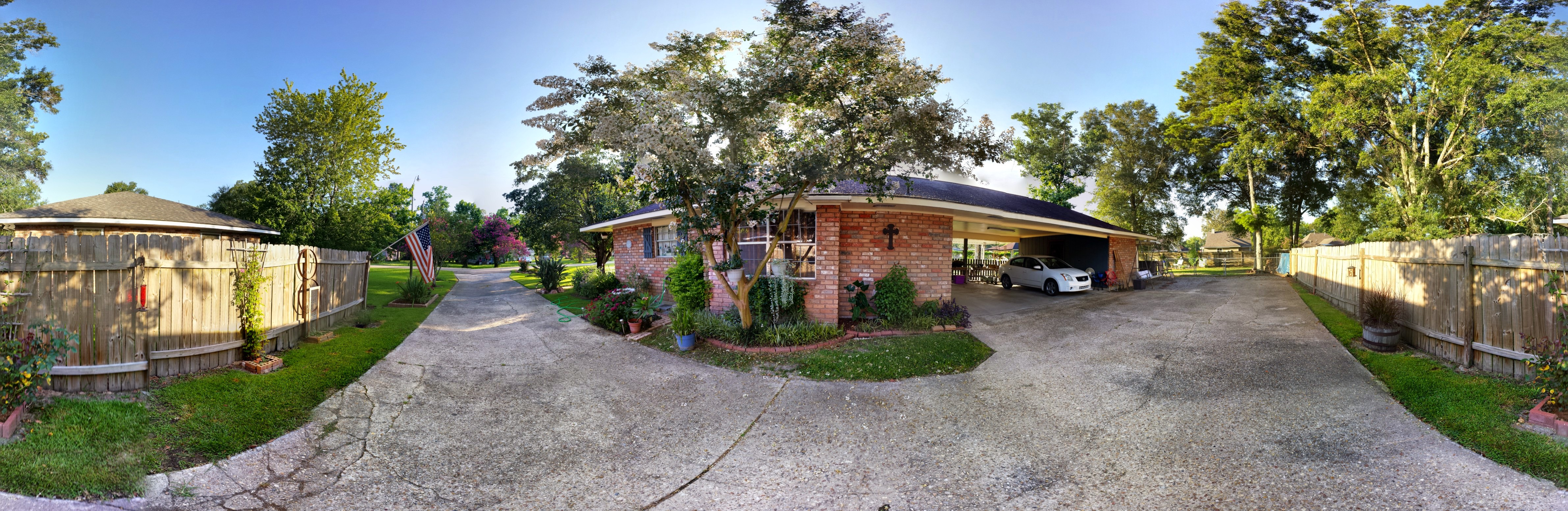
شهر سنترال ایالت لوئیزیانا- ایالت متحده آمریکا

سنترال (به انگلیسی: Central) شهری در ایالت لوئیزیانا کشور ایالات متحده آمریکا است که جمعیت آن در سرشماری سال ۲۰۱۰ میلادی، ۲۶٬۸۶۴ نفر بوده‌است.